# Komendy uzupełnień koni
Komendy uzupełnień koni (KUK) – jednostki organizacyjne służby remontu Wojska Polskiego.
Komendy uzupełnień koni zostały utworzone na podstawie rozkazu MSWojsk. Dep. IV Koni L. 754/Rem. T. z 14 kwietnia 1921 roku. Jednocześnie przy każdej powiatowej komendzie uzupełnień ustanowiono stanowisko podoficera ewidencyjnego koni. Podoficer ten pod względem służbowym podlegał komendantowi PKU, a pod względem fachowym komendantowi uzupełnień koni.
Każdy Okręg Korpusu dzielił się na trzy rejony służb remontu, odpowiadające podziałowi na rejony służb: sprawiedliwości, zdrowia i intendentury. W każdym rejonie znajdowała się Komenda Uzupełnień Koni, oznaczona numerem bieżącym i nazwą miejscowości.
Do zadań każdej z komend należało:
- zestawianie danych, dostarczanych przez cywilne władze administracyjne pierwszej instancji, o spisie (rejestracji) koni, mułów i osłów będących w posiadaniu ludności cywilnej
- opracowywanie projektów planów, przeglądów i klasyfikacji koni, mułów i osłów na podległym obszarze
- organizowanie przeglądu i klasyfikacji koni, mułów i osłów, w myśl otrzymywanych instrukcji i rozkazów
- zestawienia danych, dostarczanych przez komisje przeglądowe
- organizowanie i przeprowadzanie poboru w wypadkach przewidzianych ustawą[2].
- kontakt z hodowcami koni, znajomość rynku koni oraz gromadzenie wszelkich danych, dotyczących hodowli i stanu koni, mułów i osłów na obszarze swego rejonu
- współdziałanie (na każde polecenie szefa remontu korpusu), z odpowiednimi instytucjami państwowymi w sprawach hodowli koni.

Okręg Korpusu Nr I
- Komenda Uzupełnień Koni Nr 1 Warszawa
- Komenda Uzupełnień Koni Nr 2 Łomża
- Komenda Uzupełnień Koni Nr 3 Modlin

Okręg Korpusu Nr II
- Komenda Uzupełnień Koni Nr 4 Lublin
- Komenda Uzupełnień Koni Nr 5 Kowel
- Komenda Uzupełnień Koni Nr 6 Równe

Okręg Korpusu Nr III
- Komenda Uzupełnień Koni Nr 7 Wilno
- Komenda Uzupełnień Koni Nr 8 Lida
- Komenda Uzupełnień Koni Nr 9 Grodno

Okręg Korpusu Nr IV
- Komenda Uzupełnień Koni Nr 10 Łódź
- Komenda Uzupełnień Koni Nr 11 Częstochowa
- Komenda Uzupełnień Koni Nr 12 Skierniewice

Okręg Korpusu Nr V
- Komenda Uzupełnień Koni Nr 13 Kraków
- Komenda Uzupełnień Koni Nr 14 Biała
- Komenda Uzupełnień Koni Nr 15 Katowice

Okręg Korpusu Nr VI
- Komenda Uzupełnień Koni Nr 16 Lwów
- Komenda Uzupełnień Koni Nr 17 Tarnopol
- Komenda Uzupełnień Koni Nr 18 Stanisławów

Okręg Korpusu Nr VII
- Komenda Uzupełnień Koni Nr 19 Poznań
- Komenda Uzupełnień Koni Nr 20 Gniezno
- Komenda Uzupełnień Koni Nr 21 Kalisz

Okręg Korpusu Nr VIII
- Komenda Uzupełnień Koni Nr 22 Grudziądz
- Komenda Uzupełnień Koni Nr 23 Bydgoszcz
- Komenda Uzupełnień Koni Nr 24 Toruń

Okręg Korpusu Nr IX
- Komenda Uzupełnień Koni Nr 25 Brześć nad Bugiem
- Komenda Uzupełnień Koni Nr 26 Siedlce
- Komenda Uzupełnień Koni Nr 27 Baranowicze w Słonimie

Okręg Korpusu Nr X
- Komenda Uzupełnień Koni Nr 28 Przemyśl
- Komenda Uzupełnień Koni Nr 29 Jarosław
- Komenda Uzupełnień Koni Nr 30 Kielce

Z dniem 1 czerwca 1926 roku minister spraw wojskowych zniósł komendy uzupełnień koni, a ich dotychczasowe czynności przekazał oddziałom ogólnym sztabów dowództw okręgów korpusów. Likwidacja komend nastąpiła w związku z wprowadzeniem nowej organizacji kawalerii na stopie pokojowej (Oddz. I Szt. Gen. L. 5400/Org./25 i Dep. II L. 3660 Tjn./Kaw. 25).